# 大村市立郡中学校
大村市立郡中学校（おおむらしりつ こおりちゅうがっこう）は、長崎県大村市沖田町にある公立中学校。略称「郡中」。

## 概要
歴史
1947年（昭和22年）4月の学制改革により新制中学校として開校した。
校区
黒丸町、竹松町、鬼橋町、小路口町、小路口本町、竹松本町、大川田町、宮小路一丁目 - 三丁目、沖田町、草場町、皆同町、今富町、野田町、重井田町、立福寺町、弥勒寺町、福重町、寿古町、松原本町、松原一丁目 - 三丁目、野岳町、東野岳町、武留路町
小学校区は大村市立竹松小学校、大村市立福重小学校、大村市立松原小学校。
校歌
3番まであり、3番に校名の「郡中」が登場する。

## 沿革
- 1947年（昭和22年）4月1日 - 学制改革（六・三制の実施）により、郡高等実業青年学校に「大村市立郡中学校」が新設される。
- 1952年（昭和27年）5月15日 - 第1次校舎が完成。
- 1953年（昭和28年）3月30日 - 第2次校舎が完成。
- 1954年（昭和29年）3月29日 - 策3次校舎が完成。
- 1957年（昭和32年）3月20日 - 第4次校舎が完成。
- 1961年（昭和36年）6月8日 - 策5次校舎が完成。
- 1963年（昭和38年）4月20日 - 技術科教室が完成。
- 1964年（昭和39年）4月20日 - 理科教室が完成。
- 1966年（昭和41年）11月1日 - 商業実習室が完成。
- 1971年（昭和46年）
  - 8月20日 - プールが完成。
  - 12月6日 - 創立25周年を記念して同窓会より校旗が寄贈される。
- 1973年（昭和48年）8月31日 - プレハブの体育部室が完成。
- 1975年（昭和50年）
  - 2月16日 - 校舎を増築。
  - 3月31日 - 鉄筋コンクリート造3階建ての校舎改築が完成。
- 1976年（昭和51年）3月31日 - 校舎を改築。
- 1978年（昭和53年）10月12日 - 本館を改造。
- 1979年（昭和54年）12月8日 - 運動場ナイター施設が完成。
- 1984年（昭和59年）3月20日 - 生徒数増加による教室不足のため、プレハブ教室を設置。
- 1987年（昭和62年）3月24日 - 大村市立桜が原中学校の新設にともない1年生の98名、2年生の96名が転出。
- 1988年（昭和63年）3月25日 - 技術室を改装。
- 1989年（平成元年）12月25日 - 郡中学校看板を設置。
- 1990年（平成2年）3月20日 - クラブハウスが完成。
- 1992年（平成4年）10月15日 - コンピュータ室が完成。
- 1997年（平成9年）
  - 10月24日 - 創立50周年記念広場が完成。
  - 10月31日 - 運動場・テニスコートの大改修工事を実施。
- 1998年（平成10年）3月18日 - 学校前バス停引き込み道路工事（国道34号）が完成。
- 1999年（平成11年）
  - 2月10日 - プレハブ資料室（倉庫）が完成。
  - 6月1日 - 心の教室を整備。
- 2002年（平成14年）2月10日 - 武道館が完成。
- 2006年（平成18年）4月 - 二学期制を導入。
- 2010年（平成22年）
  - 10月 - 太陽光パネルの設置を完了。体育館の耐震補強工事を完了。
  - 12月 - 校舎の耐震補強工事を完了。

## アクセス
最寄り駅
- 大村車両基地駅（徒歩５分）

最寄りのバス停
- 県営バス 郡橋バス停

最寄りの国道・県道
- 国道34号
- 長崎県道257号線（サンシャインロード）

## 周辺
- 長崎県立虹の原特別支援学校
- 長崎県立ろう学校
- 県央地域広域市町村圏組合消防本部 大村消防署 宮小路分署
- 大村市総合運動公園

## 出身者
- 園田裕史 - 大村市長

## 参考資料
- 大村市の教育 平成25年度 (PDF)  - 大村市ウェブサイト
- 「大村市史 下巻」（1961年（昭和36年）2月11日発行、大村市役所）

## 関連事項
- 長崎県中学校一覧